# 로버트 스털링 야드

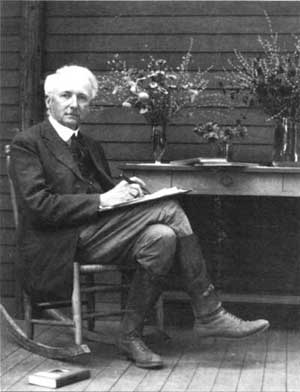
요세미티 국립공원에서의 로버트 스털링 야드 (1920년)

로버트 스털링 야드(Robert Sterling Yard, 1861년 2월 1일 - 1945년 5월 17일)는 미국의 작가, 언론인, 야생 활동가였다. 뉴욕 하버스트로(Haverstraw)에서 태어난 야드는 프린스턴 대학교를 졸업하고 편집 및 출판 업계에서 경력의 첫 20년을 보냈다. 1915년에 그는 독립적인 국립공원 관리청의 필요성을 알리는 데 도움을 주기 위해 친구 스티븐 매터(Stephen Mather)의 도움을 받았다. 이들의 수많은 간행물은 1916년 미국 국립공원관리청(NPS)에 대한 입법적 지원을 가져오는 운동의 일부였다. 야드는 개념이 수립된 후 몇 년 동안 국립공원 교육 위원회의 의장을 역임했지만 NPS 내의 긴장으로 인해 그는 집중하게 되었다. 비정부 이니셔티브에 대해. 그는 1919년에 국립공원협회의 사무총장이 되었다.
야드는 국립공원을 홍보하고 미국인들에게 국립공원 이용 방법을 교육하기 위해 노력했다. 그는 공원 선택에 대한 미적 이상을 기반으로 높은 기준을 마련하면서 "미국의 걸작"이라고 부르는 상업주의와 산업화에도 반대했다. 이러한 표준은 나중에 동료들과 불화를 일으켰다. NPA와 미국 산림청 간의 관계 구축을 도운 후 야드는 나중에 야생 지역 보호에 참여하게 되었다. 1935년에 그는 황야 협회의 8명의 창립 멤버 중 한 명이 되었고, 1937년부터 8년 후 사망할 때까지 초대 회장을 역임했다. 마당은 이제 현대 야생 운동에서 중요한 인물로 간주된다.